# Laplaceova transformacija
Laplaceova transformacija je integralna transformacija s brojnim i važnim mogućnostima primjene u matematici, fizici, elektrotehnici, teoriji vjerojatnosti i drugdje. Laplaceova transformacija je povezana s Fourierovom transformacijom, no gdje Fourierova transformacija rješava funkciju ili signal (na primjer u elektrotehnici) u području kontinuiranih sinusoidalnih (ili kosinusoidalnih) promjena (titraja), Laplaceova transformacija rješava odziv sustava za bilo koji valni oblik pobude. Laplaceova transformacija se koristi i za rješavanje diferencijalnih i integralnih jednadžbi te analizu električkih krugova, oscilatora, optičkih naprava ili mehaničkih sustava. U ovim razmatranjima se Laplaceova transformacija tumači kao transformacija iz područja vremena, gdje su ulazne i izlazne veličine funkcije vremena t, u područje kompleksne kružne frekvencije s. Laplaceova transformacija na taj način često znatno pojednostavljuje analizu sustava ili sintezu sustava zasnovanu na traženim karakteristikama.
Označena kao {\displaystyle \displaystyle {\mathcal {L}}\left\{f(t)\right\}}, Laplaceova transformacija je linearni operator na funkciji f(t) (original) s realnim argumentom
t (t ≥ 0) koji je transformira u funkciju  F(s) (sliku) s kompleksnim argumentom  s. Ova transformacija je za većinu konkretnih praktičkih primjena u osnovi bijektivna gdje su odgovarajući parovi f(t) i F(s) dati u nastavku. Laplaceova transformacija ima korisna svojstva koja mnoge odnose i operacije nad originalima f(t) stavlja u jednostavnije odnose i operacije nad slikama F(s).

## Povijest
Laplaceova transformacija je nazvana u čast matematičara i astronoma Laplacea (Pierre-Simon Laplace, 23. ožujak 1749. – 5. ožujak 1827.) koji ju je koristio u okviru njegova rada unutar teorije vjerojatnosti. Istraživanja na tom području matematike započeo je još Euler (Leonhard Paul Euler, 15. travnja 1707. – 18. rujna 1783.) ispitujući integrale oblika:
{\displaystyle z=\int X(x)e^{ax}\,dx} and {\displaystyle z=\int X(x)x^{A}\,dx,}
kao rješenja diferencijalnih jednadžbi, no istraživanja nisu odmakla u smjeru nekih konačnih rezultata. Nastavljajući istraživanja Eulera, Lagrange (Joseph-Louis Lagrange, 25. siječnja 1736. – 10. travnja 1813.) je u svom radu istraživao integrale oblika:.
{\displaystyle \int X(x)e^{-ax}a^{x}\,dx,}
Ove vrste integrala su izgleda privukle Laplaceovu pažnju gdje je on slijedio Eulerova istraživanja upotrebljavajući same integrale kao rješenja jednadžbi. Međutim, tijekom 1785. godine Laplace je načinio ključni korak naprijed i, umjesto da samo traži rješenje u obliku integrala, počeo je primjenljivati transformaciju na način koji je kasnije postao prepoznatljiv i primjenljiv. Upotrijebio je integral oblika:
{\displaystyle \int x^{s}\phi (s)\,dx,}
srodan Mellinovoj transformaciji, da transformira cijelu diferencijalnu jednadžbu tražeći rješenje unutar tako transformirane jednadžbe.

## Definicija
Laplaceova transformacija funkcije f(t) definirane za sve realne brojeve t ≥ 0, je funkcija F(s), definirana sa:
{\displaystyle F(s)={\mathcal {L}}\left\{f(t)\right\}=\int _{0}^{\infty }e^{-st}f(t)\,dt.}
gdje je parametar s kompleksni broj:
{\displaystyle s=\sigma +i\omega ,\,}
gdje su σ i ω realni brojevi.
Značenje integrala ovisi o vrsti funkcije koja se transformira. Za funkcije koje iščezavaju u beskonačnosti ili su eksponencijalnog tipa, integral se može shvatiti kao pravi integral. Međutim, za mnoge primjene ga valja smatrati uvjetno konvergentnim u ∞.
U namjeri da granice integracije jasno obuhvate i Diracovu delta funkciju, Laplaceova transformacija se često naznačuje kao:
{\displaystyle ({\mathcal {L}}f)(s)=\int _{0^{-}}^{\infty }e^{-st}f(t)\,dt}
gdje donja granica integracije označena kao 0− znači
{\displaystyle \lim _{\varepsilon \to 0^{+}}\int _{-\varepsilon }^{\infty }.}
Ovaj limes naglašava da je vrijednost funkcije f(t) za t=0 obuhvaćena integralnom transformacijom.

## Obostrana Laplaceova transformacija
Kada se govori o Laplaceovoj transformaciji najčešće se podrazumijeva unilateralna ili jednostrana transformacija. Međutim, Laplaceova transformacija se može definirati i kao bilateralna ili dvostrana Laplaceova transformacija, proširujući granice integracije duž cijele realne osi. U tom slučaju jednostrana Laplaceova transformacija jednostavno postaje poseban slučaj dvostrane transformacije gdje se u definiciji transformirane funkcije uključuje množenje s Heavisideovom (Oliver Heaviside, 18. svibanj 1850. – 3. veljače 1925.) step funkcijom. Dvostrana Laplaceova transformacija je definirana kao:
{\displaystyle F(s)={\mathcal {L}}\left\{f(t)\right\}=\int _{-\infty }^{+\infty }e^{-st}f(t)\,dt.}

## Inverzna Laplaceova transformacija
Inverzna Laplaceova transformacija je određena integralom:
{\displaystyle f(t)={\mathcal {L}}^{-1}\{F(s)\}={\frac {1}{2\pi i}}\lim _{T\to \infty }\int _{\gamma -iT}^{\gamma +iT}e^{st}F(s)\,ds,}
gdje je {\displaystyle \gamma } realan broj, tako da se integracija vrši u području konvergencije F(s), zahtijevajući da je {\displaystyle \gamma } > Re(sp) za svaku singularnost sp od F(s) i i2 = −1. Ako sve singularnosti leže na lijevoj polovici kompleksne ravnine, tada je Re(sp) < 0 za svaki sp, a {\displaystyle \gamma } se može izjednačiti s nulom i gore prikazan integral u tom slučaju postaje jednak onomu koji nalazimo u inverznoj Fourierovoj transformaciji

## Područje konvergencije
Ako je ƒ(t) lokalno integrabilna funkcija tada F(s) od ƒ konvergira apsolutno ako integral
{\displaystyle \int _{0}^{\infty }|f(t)e^{-ts}|\,dt}
postoji kao pravi integral. To, međutim, ovisi o ponašanju funkcije ƒ(t) i ako funkcija ƒ(t) raste brže od bilo koje eksponencijalne funkcije integral koji definira Laplaceovu transformaciju može prestati postojati kao pravi integral.

## Svojstva
Laplaceova transformacija ima brojna svojstva koji je čine vrlo korisnom pri analizi linearnih dinamičkih sustava. Najznačajnija prednost je što diferencijacija i integracija u području vremena (original funkcije) postaju množenjem, odn. dijeljenjem sa  s u području kompleksne frekvencije. Na taj se način diferencijalne, odn. integralne jednadžbe pretvaraju u jednadžbe s polinomima odgovarajućeg stupnja koje se mogu daleko lakše riješiti. Nađeno rješenje vraćamo inverznom Laplaceovom transformacijom natrag u domenu vremena. Navedimo neka svojstva Laplaceove transformacije.

### Linearnost
Neka su zadane funkcije f(t) i g(t) kao originali i njihove Laplaceovom transformacijom određene slike F(s) and G(s) tako da je:
{\displaystyle f(t)={\mathcal {L}}^{-1}\{F(s)\}}
{\displaystyle g(t)={\mathcal {L}}^{-1}\{G(s)\}}
Vrijedi da je Laplaceova transformacija sume jednaka sumi Laplaceovih transformacija:
{\displaystyle {\mathcal {L}}\left\{f(t)+g(t)\right\}={\mathcal {L}}\left\{f(t)\right\}+{\mathcal {L}}\left\{g(t)\right\}}
te da je Laplaceova transformacija funkcije pomnožene konstantom jednaka umnošku te konstante s Laplaceovom transformacijom te funkcije:
{\displaystyle {\mathcal {L}}\left\{af(t)\right\}=a{\mathcal {L}}\left\{f(t)\right\}}
te da se posljedično
{\displaystyle af(t)+bg(t)\ } preslikava u {\displaystyle aF(s)+bG(s)\ }
Zaključujemo da je Laplaceova transformacija linearni operator što je lako ustanoviti na osnovi osnovnih pravila integriranja.

### Diferenciranje u domeni vremena
Diferenciranje u domeni vremena preslikava se u množenje sa s u domeni kompleksne frekvencije te vrijedi:
{\displaystyle f'(t)\ }       se preslikava u        {\displaystyle sF(s)-f(0)\ }
a
{\displaystyle f''(t)\ }        se preslikava u    {\displaystyle s^{2}F(s)-sf(0)-f'(0)\ }
odnosno općenito:
{\displaystyle f^{(n)}(t)\ }  se preslikava u  {\displaystyle s^{n}F(s)-s^{n-1}f(0)-\cdots -f^{(n-1)}(0)\ }
Pretpostavlja se da je ƒ n-puta derivabilna s n-tom derivacijom eksponencijalnog oblika.

### Diferenciranje u domeni kompleksne frekvencije
Diferenciranje u domeni kompleksne frekvencije posljedica je množenja funkcije f(t) sa slobodnom varijablom t:
{\displaystyle tf(t)\ }     se preslikava u    {\displaystyle -F'(s)\ }
Može se shvatiti i obratno te je općenito množenje slobodnom varijablom t na n-tu potenciju jednako n-toj derivaciji funkcije F(s) prema predlošku:
{\displaystyle t^{n}f(t)\ }   se preslikava u      {\displaystyle (-1)^{n}F^{(n)}(s)\ }

### Množenje slobodne varijable konstantom
Preslikava li se |{\displaystyle f(t)}  u  {\displaystyle F(s)} lako je pokazati da se
{\displaystyle f(at)\ }    preslikava u   {\displaystyle {1 \over |a|}F\left({s \over a}\right)}

### Množenje eksponencijalnom funkcijom
Množenje eksponencijalnom funkcijom u području vremena preslikava se kao pomak u domeni kompleksne frekvencije:
{\displaystyle e^{at}f(t)\ }   se preslikava u      {\displaystyle F(s-a)\ }
odnosno
{\displaystyle e^{-at}f(t)\ }   se preslikava u      {\displaystyle F(s+a)\ }

### Pomak u domeni vremena
Pomak u domeni vremena preslikava se u prigušenje u području kompleksne frekvencije:
{\displaystyle f(t-a)u(t-a)\ }    se preslikava u {\displaystyle e^{-as}F(s)\ }
gdje je {\displaystyle u(t)} Heavisideova step funkcija.	

## Primjene

### Elektrotehnika
Laplaceova transformacija se često koristi u analizi električnih filtera i mreža posljedično jednostavnoj transformaciji električnih veličina u područje kompleksne frekvencije te se takvim elementima i signalima računa vrlo slično nalik računu s impedancijama u području kružne frekvencije {\displaystyle j\omega \ }.
Na taj se način induktivitetu u domeni kompleksne frekvencije dodjeljuje kompleksna impedancija
{\displaystyle \ sL},
a kapacitetu kompleksna impedancija
{\displaystyle {\frac {1}{sC}}}
dok radni otpor ima isti otpor
{\displaystyle \ R}
i u domeni vremena i u domeni kompleksne frekvencije. Električni izvori se zajedno s početnim uvjetima (napon na nabijenom kondenzatoru, npr.) postavljaju u električki krug transformirani u područje kompleksne frekvencije prema dolje priloženoj tablici.
Primjer:
Kondenzator električnog kapaciteta C nabijen na napon U se u trenutku t=0 priključi na otpornik električnog otpora R. Prikažemo li početni uvjet (nabijen kondezator) nadomjestnim električkim izvorom konstantnog napona U, tada vrijedi da je
{\displaystyle U=I(s)(R+{\frac {1}{sC}})}
iz čega se elementarnom matematikom dobiva da je
{\displaystyle I(s)=({\frac {U}{R}})({\frac {1}{s+{\frac {1}{RC}}}})}
Transformacijom iz područja kompleksne frekvencije u područje vremena lako se dobije da je
{\displaystyle I(t)=({\frac {U}{R}})e^{-{\frac {1}{RC}}t}u(t)}
Slično se postupa i sa složenijim mrežama i većim brojem petlji i čvorova gdje i u području kompleksne frekvencije vrijede Kirchhoffovi zakoni te Theveninov i Nortonov poučak.

### Fizika
Mogućnosti primjene u fizici su brojne, od analize linearnih mehaničkih dinamičkih sustava do svih analiza gdje valja na što jednostavniji način riješiti jednu, ili cijeli sustav linearnih diferencijalnih jednadžbi.
Primjer
U atomskoj fizici je broj raspada u jedinici vremena proporcionalan broju atoma nekog elementa u promatranom uzorku što možemo prikazati linearnom diferencijalnom jednadžbom prvog reda:
{\displaystyle {\frac {dN}{dt}}=-\lambda N}
gdje je {\displaystyle \lambda } konstanta proporcionalnosti (konstanta radioaktivnog raspada) ovisna o svojstvima uzorka. Ovo je temeljna jednadžba radioaktivnog raspada gdje
{\displaystyle N\ =\ N(t)}
predstavlja broj neraspadnutih preostalih atoma u uzorku u ovisnosti o vremenu t.
Prikazujući jednadžbu kao
{\displaystyle {\frac {dN}{dt}}+\lambda N=0.}
transformirat ćemo je u domenu kompleksne frekvencije:
{\displaystyle \left(s{\tilde {N}}(s)-N_{o}\right)+\lambda {\tilde {N}}(s)\ =\ 0}
gdje je
{\displaystyle {\tilde {N}}(s)={\mathcal {L}}\{N(t)\}}
i
{\displaystyle N_{o}\ =\ N(0).}
Rješavajući jednadžbu nalazimo
{\displaystyle {\tilde {N}}(s)={N_{o} \over s+\lambda }.}
Konačno, inverznim postupkom vraćamo se u domenu vremena te nalazimo opće rješenje
{\displaystyle N(t)\ ={\mathcal {L}}^{-1}\{{\tilde {N}}(s)\}={\mathcal {L}}^{-1}\left\{{\frac {N_{o}}{s+\lambda }}\right\}}
{\displaystyle =\ N_{o}e^{-\lambda t},}
što je zaista ispravna funkcija radioaktivnog raspada.

## Najvažnije Laplaceove transformacije
Tablica prikazuje Laplaceove transformacije u analizi linearnih dinamičkih sustava najčešće susretanih funkcija jedne varijable. Jednostrana Laplaceova transformacija razmatra funkcije čija se domena nalazi u isključivo u skupu pozitivnih realnih brojeva što je u tablici naznačeno množenjem svake funkcije s Heavisideovom step funkcijom u(t), a uz sljedeće napomene:
{\displaystyle u(t)\,} predstavlja Heavisideovu step funkciju
{\displaystyle \delta (t)\,} predstavlja Diracovu delta funkciju
{\displaystyle t\,}  je realni broj, uobičajeno predstavlja vrijeme
{\displaystyle s\,} predstavlja kompleksnu kružnu frekvenciju gdje je {\displaystyle {\textrm {Re}}\{s\}} njezin realni dio
{\displaystyle \alpha \,} i {\displaystyle \omega \,} su realni brojevi
{\displaystyle n\,} je prirodni broj.
|    | Funkcija                                      | Domena vremena {\displaystyle x(t)={\mathcal {L}}^{-1}\left\{X(s)\right\}} | Domena kompleksne frekvencije {\displaystyle X(s)={\mathcal {L}}\left\{x(t)\right\}} | Područje konvergencije                         |
| -- | --------------------------------------------- | -------------------------------------------------------------------------- | ------------------------------------------------------------------------------------ | ---------------------------------------------- |
| 1  | impuls                                        | {\displaystyle \delta (t)\ }                                               | {\displaystyle 1}                                                                    | {\displaystyle \mathrm {sav} \ s\,}            |
| 2  | impuls s kašnjenjem                           | {\displaystyle \delta (t-\tau )\ }                                         | {\displaystyle e^{-\tau s}\ }                                                        | {\displaystyle \mathrm {sav} \ s\,}            |
| 3  | jedinična step funkcija                       | {\displaystyle u(t)\ }                                                     | {\displaystyle {1 \over s}}                                                          | {\displaystyle {\textrm {Re}}\{s\}>0\,}        |
| 4  | jedinična step funkcija s kašnjenjem          | {\displaystyle u(t-\tau )\ }                                               | {\displaystyle {e^{-\tau s} \over s}}                                                | {\displaystyle {\textrm {Re}}\{s\}>0\,}        |
| 5  | prigušenje                                    | {\displaystyle e^{-\alpha t}\cdot u(t)\ }                                  | {\displaystyle {1 \over s+\alpha }}                                                  | {\displaystyle {\textrm {Re}}\{s\}>-\alpha \ } |
| 6  | linearna funkcija                             | {\displaystyle t\cdot u(t)\ }                                              | {\displaystyle {\frac {1}{s^{2}}}}                                                   | {\displaystyle {\textrm {Re}}\{s\}>0\,}        |
| 7  | potenciranje na n-tu ( za prirodni broj n )   | {\displaystyle {t^{n} \over n!}\cdot u(t)}                                 | {\displaystyle {1 \over s^{n+1}}}                                                    | {\displaystyle {\textrm {Re}}\{s\}>0\,}        |
| 8  | potenciranje s prigušenjem                    | {\displaystyle {\frac {t^{n}}{n!}}e^{-\alpha t}\cdot u(t)}                 | {\displaystyle {\frac {1}{(s+\alpha )^{n+1}}}}                                       | {\displaystyle {\textrm {Re}}\{s\}>-\alpha \,} |
| 9  | eksponencijalni pristup                       | {\displaystyle (1-e^{-\alpha t})\cdot u(t)\ }                              | {\displaystyle {\frac {\alpha }{s(s+\alpha )}}}                                      | {\displaystyle {\textrm {Re}}\{s\}>0\ }        |
| 10 | periodička funkcija sinus                     | {\displaystyle \sin(\omega t)\cdot u(t)\ }                                 | {\displaystyle {\omega \over s^{2}+\omega ^{2}}}                                     | {\displaystyle {\textrm {Re}}\{s\}>0\ }        |
| 11 | periodička funkcija cosinus                   | {\displaystyle \cos(\omega t)\cdot u(t)\ }                                 | {\displaystyle {s \over s^{2}+\omega ^{2}}}                                          | {\displaystyle {\textrm {Re}}\{s\}>0\ }        |
| 12 | prigušena periodička funkcija sinusni oblik   | {\displaystyle e^{-\alpha t}\sin(\omega t)\cdot u(t)\ }                    | {\displaystyle {\omega \over (s+\alpha )^{2}+\omega ^{2}}}                           | {\displaystyle {\textrm {Re}}\{s\}>\alpha \ }  |
| 13 | prigušena periodička funkcija cosinusni oblik | {\displaystyle e^{-\alpha t}\cos(\omega t)\cdot u(t)\ }                    | {\displaystyle {s+\alpha \over (s+\alpha )^{2}+\omega ^{2}}}                         | {\displaystyle {\textrm {Re}}\{s\}>\alpha \ }  |